# Perizoma dilacerata
Perizoma dilacerata är en fjärilsart som beskrevs av Zetterstedt 1839. Perizoma dilacerata ingår i släktet Perizoma och familjen mätare. Inga underarter finns listade i Catalogue of Life.